# Подарок (альбом)
«Пода́рок» — дебютный альбом российских рэп-исполнителей Guf'a и Принципа.
Альбом является неофициальным, не был известен, записан на студии Toha Alhanati, вышел 1 января 2004 года. Тираж альбома составил всего 13 экземпляров, все они были разосланы как подарок на Новый год, отсюда и название. Альбом очень сильно повлиял на дальнейшее творчество Алексея Долматова, когда группа Centr приобрела всероссийскую популярность.
10 сентября 2011 года альбом был опубликован в двух частях на стриминговых сервисах с названием The Gift (feat. Principle) с новой обложкой. Треклист был переведён на английский язык.

## Содержание
Большинство песен альбома посвящено темам употребления наркотиков, субкультуре наркоманов. В песнях альбома встречается ненормативная лексика. Многие тексты из этого альбома легли в основу песен группы CENTR. Некоторые треки были переизданы: («Новогодняя», «Кто как играет (feat. Slim)», «Метрополитен», «Вождь», «Хлоп-Хлоп (feat. Птаха, МС Бор)»). Альбом был записан в первоначальном составе группы CENTR.
В альбоме принимали участие: Slim (группа «Дымовая завеса»), Птаха, МС Бор, Мук (группа «Бланж»)

## Название
Альбом получил своё название благодаря тому, что его выпустили на новый год, он послужил подарком для самых близких друзей.
Название альбома Guf упоминает в треке «Ice Baby».

Был бы наш совместный с Принципом «Подарок», и мой «Город дорог», посмертно выпущенный на ЦАО— Guf, 2009 год, «Ice Baby»

## История

### Создание альбома
Песни, вошедшие в альбом, записывались на протяжении нескольких лет. Первым синглом с альбома стал трек «Планка (feat. Мук)», который вышел в марте 2002 года.
Позже, 26 апреля на радио 101.7 FM вышел следующий трек с альбома — «Напутствие». В августе 2003 года Guf совместно с Птахой и MC Бором записали совместную композицию «Хлоп-Хлоп», минусовку на песню сделал Тёмный, позже она появилась на сайте MC Бора. Через некоторое время Guf, тогда ещё Rolexx, решил взять в альбом свой первый трек «Китайская стена», который был записан в 1998 году. Музыку для композиции сделал G-Rom, совместно с Guf’ом участник
группы «Rolex-x». В альбом песня вошла под названием «Стена». Принцип также писал песни, первой стала композиция «Наша марка». В октябре 2003 года вышло сразу несколько треков — «Кто как играет (1-я версия)», «Метрополитен», «Новогодняя». «Кто как играет (1-я версия)» была записана под инструментал Morcheeba — Otherwise.
Песня «Новогодняя» тогда ещё была записана не под минусовку от Шым'a, изначально трек планировалось назвать «Стена 2». К концу 2003 года в сети стали доступны такие треки как «Экскурсия» и «Вождь». 31 декабря 2003 года альбом был подарен всем близким друзьям, а 1 января 2004 года стал доступен на сайте Hip-Hop.Ru.

## Список композиций
| №   | Название                             | Текст песни        | Музыка    | Длительность |
| --- | ------------------------------------ | ------------------ | --------- | ------------ |
| 1.  | «Интро»                              | —                  | Антон     | 0:46         |
| 2.  | «Наша марка»                         | Принцип            | Антон     | 2:25         |
| 3.  | «Метрополитен»                       | Guf                | Антон     | 2:39         |
| 4.  | «Рога и копыта»                      | Принцип            | Антон     | 1:22         |
| 5.  | «Новогодняя»                         | Guf                | Антон     | 3:41         |
| 6.  | «Нередкая картина»                   | Принцип            | Антон     | 1:53         |
| 7.  | «Рассказ о сказочных героях»         | Принцип, Guf       | Антон     | 2:43         |
| 8.  | «Вождь»                              | Guf                | Slim      | 4:17         |
| 9.  | «Скит 1»                             | —                  | Антон     | 0:49         |
| 10. | «Хлоп-Хлоп» (при уч. Птаха & MC Бор) | Птаха, Guf, МС Бор | Тёмный    | 3:32         |
| 11. | «Вендетта»                           | Принцип            | Антон     | 1:56         |
| 12. | «Кто как играет (1-я версия)»        | Guf                | Morcheeba | 3:29         |
| 13. | «Скит 2»                             | —                  | Антон     | 1:19         |
| 14. | «Кристалл»                           | Принцип            | Антон     | 2:12         |
| 15. | «Напутствие (полная версия)»         | Guf                | Morcheeba | 3:42         |
| 16. | «Кто как играет» (при уч. Slim)      | Guf, Slim          | Slim      | 3:22         |
| 17. | «Экскурсия (полная версия)»          | Guf, Принцип       | Антон     | 5:18         |
| 18. | «Планка» (при уч. Мук (Бланж))       | Guf, Мук           | Мук       | 3:07         |
| 19. | «Напутствие»                         | Guf                | Morcheeba | 2:42         |
| 20. | «Экскурсия»                          | Guf, Принцип       | Антон     | 4:37         |
| 21. | «Стена»                              | Guf                | G-Rom     | 3:35         |

## Участники записи
Сведения взяты из буклета альбома.
- Сведение: Антон (2—7, 11—12, 14—15, 17, 19—20), Slim (8, 16), Тёмный (10), Мук (18), G-Rom (21).
- Мастеринг: Антон («Горбушка Compilation»), Slim («Дымовая завеса»).
- Дизайн обложки: «Горбушка Compilation»

| - Слова: Guf (3, 5, 7, 8, 10, 12, 15, 16—21), Принцип (2, 4, 6, 7, 11, 14, 17, 20), Slim (16), Птаха (10), MC Бор (10), Мук (18). | - Музыка: Антон (1—7, 9, 11, 13—14, 17, 19—20), Morcheeba (12, 15, 19), Slim (8, 16), Тёмный (10), Мук (18), G-Rom (21). |

## Принимали участие
- Slim (группа «Дымовая завеса»)
- Птаха
- Тёмный
- Мук (группа «Бланж»)
- MC Бор
- G-Rom

## Дизайн обложки
Обложка диска представляет собой фотографию Алексея Долматова и Николая Никулина на чёрном фоне.
Название альбома располагается в левом нижнем углу, а имена его авторов посередине наверху. Надпись выполнена в готическом стиле. Над названием альбома расположена белая полоса, а над ней надпись «Горбушка Compilation». В правом нижнем углу — предупреждающая наклейка о ненормативной лексике, а над ней указан год выпуска альбома.

## Переиздание
Некоторые треки из альбома были переизданы в лучшем качестве на других релизах. Большинство текстов из его песен легли в основу песен группы Centr. Песня «Новогодняя» была перезаписана под минусовку от Шыма и вышла на альбоме «Город дорог» в 2007 году. Песня «Метрополитен» была переиздана на альбоме «Дома» в 2009 году под новую минусовку, Guf дописал текст, и песня получила новое название «Metropolitain Mail». Песня «Вождь» не подверглась изменениям и была переиздана на альбоме «Город дорог» в 2007 году. Песня «Хлоп-Хлоп (feat. Птаха & MC Бор)» также вышла на альбоме «Город дорог», однако был убран третий куплет. Песня «Кто как играет (feat. Slim)» также была переиздана на альбоме «Город дорог», минус был немного изменён, трек по-прежнему исполнялся Guf'ом и Slim'ом, однако в трек-листе указан только Guf.
10 сентября 2011 года альбом попал в магазин iTunes Store по цене 199 рублей под названием The Gift (feat. Principle). Обложка была обновлена: на ней изображён только Guf времён альбома «Качели» и написано английское название альбома. Трек-лист также переведён на английский язык. Альбом был также издан на CD.

## Сэмплы
- 01. Интро = из м/ф «Том и Джерри»
- 03. Метрополитен = Верасы — Любви прощальный бал
- 13. Скит 2 = Алла Пугачева — Озеро надежды
- 12. Кто как играет (1-я версия) = Morcheeba — Aqualung
- 14. Кристалл = Алла Пугачева — Озеро надежды
- 15. Напутствие (полная версия) = Morcheeba — Otherwise
- 16. Кто как играет (Feat. Slim) = А. Дворжак — Цыганская мелодия; Edith Piaf — Elle A Dit
- 17. Экскурсия (полная версия) = В. Высоцкий — Дом хрустальный
- 19. Напутствие = Morcheeba — Aqualung
- 20. Экскурсия = В. Высоцкий — Дом хрустальный
- 21. Стена = Евгений Волоконская — Грустные глаза